# 1950年代
1950年代（せんきゅうひゃくごじゅうねんだい）は、西暦（グレゴリオ暦）1950年から1959年までの10年間を指す十年紀。この項目では、国際的な視点に基づいた1950年代について記載する。

## できごと
1950年代は、冷戦構造の固定した時代として位置づけられる。旧枢軸国を含む西側諸国では、経済が急速に復興し、1920年代と同様の消費生活が行われるようになった。都市近郊には郊外住宅が発達した。政治的・文化的にはやや保守化し、一部の人権拡大の要求は軽視された。こうした保守的な傾向への反動として対抗文化としての若者文化が生まれ、1960年代の対抗文化の爆発的広がりに結びつく。
また朝鮮戦争後の東西ブロックの緊張から、軍備拡張競争、宇宙開発競争、西側における赤狩り（マッカーシズム）が起こった。この緊張は政治的な保守化につながった。

## 戦争と政治
- 朝鮮戦争（1950年〜1953年）
- チベット侵攻（1950年〜1951年）
- サンフランシスコ講和会議、日本国との平和条約（1951年）
  - 翌1952年に発行され、日本の主権回復
- 米CIA、グアテマラ政府の転覆工作（1954年）
- 米国の水爆実験、キャッスル作戦（1954年）
- 周恩来とネルーによる、平和5原則(1954年)
- ワルシャワ条約締結（1955年）、東西の軍事ブロック化
- ハンガリー動乱（1956年）
- スエズ危機（第2次中東戦争、1956年〜1957年）
- チベット動乱（1956年〜1959年）
- ウラル核惨事（1957年9月29日）
- フィデル・カストロ、キューバで政権掌握（1959年）
- 米国で赤狩り（マッカーシズム）
- ヨーロッパ共同市場 (ECM) 設立
- 地上での核実験が最も行われた時代
- ラオス、カンボジアなど植民地の独立が続く（「アジア・アフリカ諸国の独立年表#1950年代」も参照）。
- イスラエル、インドネシア、マレーシアなどの新興国で国の基盤整備が行われる。
- 日本で皇太子明仁親王（現上皇）と正田美智子（現上皇后）の成婚（1959年）

## 経済
- 欧州石炭鉄鋼共同体の発足（1952年）
- ドイツ「経済の奇跡」
- 中国「大躍進政策」（1958年〜1961年） - 無謀な計画であったため、1,000万人以上の餓死者を出し大失敗に終わる。

## 文化
- 西側諸国でテレビが普及し、ラジオにかわり主要なメディアとなる。
- 国際旅行の主役が客船から飛行機に移行。
- 初期のロックンロール。
- ビート・ジェネレーション、モッズ、ロッカーズなどの若者文化が生まれる。
- インスタントラーメン、フリーズドライなど、新しい形態のインスタント食品の開発が始まる。
- 中国が漢字改革を開始。
- 中国がラテン文字を、ソビエト連邦がキリル文字を応用して、自国内の少数民族語の正書法を相次いで制定。
- 米国を中心に、ビバップ、ハード・バップが盛行。

## 人物

### アメリカ合衆国と西ヨーロッパ

#### 政治
- コンラート・アデナウアー（1876年 - 1967年）
- ロベール・シューマン（1886年 - 1963年）
- ジョン・フォスター・ダレス（1888年 - 1959年）
- ジャン・モネ（1888年 - 1979年）
- ドワイト・デイヴィッド・アイゼンハワー（1890年 - 1969年）
- シャルル・ド・ゴール（1890年 - 1970年）
- ディーン・アチソン（1893年 - 1971年）
- アンソニー・イーデン（1897年 - 1977年）
- ギー・モレ（1905年 - 1975年）
- ピエール・マンデス＝フランス（1907年 - 1982年）
- エドガール・フォール（1908年 - 1988年）
- ジョセフ・マッカーシー（1908年 - 1957年）
- エリザベス2世（1926年 - 2022年）

#### 哲学と思想
- アルベルト・シュヴァイツァー（1875年 - 1965年）
- ピエール・テイヤール・ド・シャルダン（1881年 - 1955年）
- ジャック・マリタン（1882年 - 1973年）
- ルドルフ・カルナップ （1891年 - 1970年）
- マイケル・ポランニー（1891年 - 1976年）
- マルシャル・ゲルー（1891年 - 1976年）
- アレクサンドル・コイレ（1892年 - 1964年）
- エルンスト・カントロヴィチ（1895年 - 1963年）
- ロマーン・ヤーコブソン（1896年 - 1982年）
- カール・ウィットフォーゲル（1896年 - 1988年）
- ジャン・ピアジェ（1896年 - 1980年）
- ドナルド・ウィニコット（1896年 - 1971年）
- ジョルジュ・デュメジル（1898年 - 1986年）
- グンナー・ミュルダール（1898年 - 1987年）
- ルイス・イェルムスレウ（1899年 - 1965年）
- レオ・シュトラウス（1899年 - 1973年）
- カール・ロジャーズ（1902年 - 1987年）
- タルコット・パーソンズ（1902年 - 1979年）
- エドワード・エヴァン・エヴァンズ・プリチャード（1902年 - 1973年）
- エリク・ホーンブルガー・エリクソン（1902年 - 1994年）
- ユルギス・バルトルシャイティス（1903年 - 1988年）
- ジョルジュ・カンギレム（1904年 - 1995年）
- ヴィクトール・フランクル（1905年 - 1997年）
- レイモン・アロン（1905年 - 1983年）
- ワイリー・サイファー（1905年 - 1987年）
- ハンナ・アーレント（1906年 - 1975年）
- ハロルド・ローゼンバーグ（1906年 - 1978年）
- アイザック・ドイッチャー（1907年 - 1967年）
- ミルチャ・エリアーデ（1907年 - 1986年）
- モーリス・ブランショ（1907年 - 2003年）
- ジャン・イポリット（1907年 - 1968年）
- クロード・レヴィ・ストロース（1908年 - 2009年）
- ウィラード・ヴァン・オーマン・クワイン （1908年 - 2000年）
- グスタフ・ルネ・ホッケ（1908年 - 1985年）
- エドガートン・ハーバート・ノーマン（1909年 - 1957年）
- エルンスト・ゴンブリッチ（1909年 - 2001年）
- デイヴィッド・リースマン（1909年 - 2002年）
- エミール・シオラン（1911年 - 1995年）
- ノースロップ・フライ（1912年 - 1991年）
- エメ・セゼール（1913年 - 2008年）
- ヒュー・トレヴァー・ローパー（1914年 - 2003年）
- アルバン・ウィリアム・フィリップス（1914年 - 1975年）
- ウォルト・ロストウ（1916年 - 2003年）
- エリザベス・アンスコム (1919年 - 2001年）
- レイモンド・ウィリアムズ（1921年 - 1988年）
- フランツ・ファノン （1925年 - 1961年）
- ノーム・チョムスキー（1928年 - ）

#### 文学
- ジョン・ロナルド・ロウエル・トールキン（1892年 - 1973年）
- クライブ・ステープルス・ルイス（1898年 - 1963年）
- アンリ・ミショー（1899年 - 1984年）
- ウラジーミル・ナボコフ（1899年 - 1977年）
- マルグリット・ユルスナール（1903年 - 1987年）
- グレアム・グリーン（1904年 - 1991年）
- サミュエル・ベケット（1906年 - 1989年）
- ドミニク・オーリー（ポーリーヌ・レアージュ）（1907年 - 1998年）
- アルチュール・アダモフ（1908年 - 1970年）
- イアン・フレミング（1908年 - 1964年）
- ウジェーヌ・イヨネスコ（1909年 - 1994年）
- ウィリアム・ゴールディング（1911年 - 1993年）
- アルベール・カミュ（1913年 - 1960年）
- クロード・シモン（1913年 - 2005年）
- ロジェ・カイヨワ（1913年 - 1978年）
- マルグリット・デュラス（1914年 - 1996年）
- ウィリアム・シュワード・バロウズ（1914年 - 1997年）
- トーベ・ヤンソン（1914年 - 2001年）
- アーサー・チャールズ・クラーク（1917年 - 2008年）
- ジェローム・デイヴィッド・サリンジャー（1919年 - 2010年）
- アイリス・マードック（1919年 - 1999年）
- アイザック・アシモフ（1920年 - 1992年）
- レイ・ブラッドベリ（1920年 - 2012年）
- ボリス・ヴィアン（1920年 - 1959年）
- パトリシア・ハイスミス（1921年 - 1995年）
- ジャック・ケルアック（1922年 - 1969年）
- イタロ・カルヴィーノ（1923年 - 1985年）
- アレン・ギンズバーグ（1926年 - 1997年）
- ギュンター・グラス（1927年 - 2015年）
- アラン・シリトー（1928年 - 2010年）
- コリン・ウィルソン（1931年 - 2013年）
- フランソワーズ・サガン（1935年 - 2004年）

#### 芸術
- フリードリヒ・シュレーダー・ゾンネンシュターン（1892年 - 1982年）
- マウリッツ・エッシャー（1898年 - 1972年）
- ピエール・モリニエ（1900年 - 1976年）
- アルベルト・ジャコメッティ（1901年 - 1966年）
- マリノ・マリーニ（1901年 - 1980年）
- ルイス・カーン（1901年 - 1974年）
- ルーシー・リー（1902年 - 1995年）
- ウィン・バロック（1902年 - 1975年）
- マーク・ロスコ（1903年 - 1970年）
- イサム・ノグチ（1904年 - 1988年）
- ウィレム・デ・クーニング（1904年 - 1997年）
- バーネット・ニューマン（1905年 - 1970年）
- マックス・ビル（1908年 - 1994年）
- フランシス・ベーコン（1909年 - 1992年）
- カイ・フランク（1911年 - 1989年）
- ペリクレ・ファッツィーニ（1913年 - 1987年）
- エミリオ・グレコ（1913年 - 1995年）
- ルドルフ・ハウズナー（1914年 - 1995年）
- アルベルト・ブッリ（1915年 - 1995年）
- アーヴィング・ペン（1917年 - 2009年）
- ピエール・スーラージュ（1919年 - 2022年）
- ジョルジュ・マチュー（1921年 - 2012年）
- ザオ・ウーキー（1921年 - 2013年）
- ルシアン・フロイド（1922年 - 2011年）
- リチャード・ハミルトン（1922年 - 2011年）
- サム・フランシス（1923年 - 1994年）
- アントニ・タピエス（1923年 - 2012年）
- リチャード・アヴェドン（1923年 - 2004年）
- エドゥアルド・パオロッツィ（1924年 - 2005年）
- マリオ・ジャコメッリ（1925年 - 2000年）
- ピエール・アレシンスキー（1927年 - ）
- サイ・トゥオンブリー（1928年 - 2011年）
- ヘレン・フランケンサーラー（1928年 - 2011年）
- エルンスト・フックス（1930年 - 2015年）

#### 音楽

##### クラシック音楽
- マリア・カラス（1923年 - 1977年）
- レナード・バーンスタイン（1918年 - 1990年）

##### 現代音楽
- ジョン・ケージ（1912年 - 1992年）
- ルイジ・ノーノ（1924年 - 1990年）
- カールハインツ・シュトックハウゼン（1928年 - 2007年）

##### ポピュラー音楽
- フランク・シナトラ（1915年 - 1998年）
- チャック・ベリー（1926年 - 2017年）
- ジュリエット・グレコ（1927年 - 2020年）
- レイ・チャールズ（1930年 - 2004年）
- エルヴィス・プレスリー（1935年 - 1977年）

#### 映画・演劇・舞踏・芸能
- アルフレッド・ヒッチコック（1899年 - 1980年）
- クロード・オータン・ララ（1901年 - 2000年）
- エド・サリヴァン（1901年 - 1974年）
- ジョン・ギールグッド（1904年 - 2000年）
- フレッド・ジンネマン（1907年 - 1997年）
- ジャック・タチ（1907年 - 1982年）
- デヴィッド・リーン（1908年 - 1991年）
- エドワード・ドミトリク（1908年 - 1999年）
- エリア・カザン（1909年 - 2003年）
- ミケランジェロ・アントニオーニ（1912年 - 2007年）
- カーク・ダグラス（1916年 - 2020年)
- ロバート・ミッチャム（1917年 - 1997年）
- イングマール・ベルイマン（1918年 - 2007年）
- フェデリコ・フェリーニ（1920年 - 1993年）
- ユル・ブリンナー（1920年 - 1985年）
- イヴ・モンタン（1921年 - 1991年）
- アラン・レネ（1922年 - 2014年）
- クリストファー・リー（1922年 - 2015年）
- ジェラール・フィリップ（1922年 - 1959年）
- チャールトン・ヘストン（1923年 - 2008年）
- ローラン・プティ（1924年 - 2011年）
- ドリス・デイ（1922年 - 2019年）
- マリリン・モンロー（1926年 - 1962年）
- ジャック・リヴェット（1928年 - 2016年）
- ジャンヌ・モロー（1928年 - 2017年）
- オードリー・ヘプバーン（1929年 - 1993年）
- グレース・ケリー（1929年 - 1982年）
- ジェームズ・ディーン（1931年 - 1955年）
- ルイ・マル（1932年 - 1995年）
- キム・ノヴァク（1933年 - ）
- ブリジット・バルドー（1934年 - ）
- ジーン・セバーグ（1938年 - 1979年）

#### ファッション
- アルミ・ラティア（1912年 - 1979年）
- エミリオ・プッチ（1914年 - 1992年）
- ユベール・ド・ジバンシィ（1927年 - 2018年）
- マリオ・ヴァレンティーノ（1927年 - ）
- アキーレ・マラモッティ（1927年 - 2005年）

#### 科学
- ノーバート・ウィーナー（1894年 - 1964年）
- エドワード・テラー（1908年 - 2003年）
- ヴェルナー・フォン・ブラウン（1912年 - 1977年）
- デヴィッド・ボーム（1917年 - 1992年）

#### 探検
- オーギュスト・ピカール（1884年 - 1962年）
- ジャック・イヴ・クストー（1910年 - 1997年）
- エドモンド・ヒラリー（1919年 - 2008年）

#### その他
- ケーシー・ステンゲル（1890年 - 1975年）
- レオ・ドローチャー（1905年 - 1991年）
- アル・ロペス（1908年 - 2005年）
- アベ・ピエール（1912年 - 2007年）
- ローゼンバーグ夫妻
  - エセル・ローゼンバーグ（1915年 - 1953年）
  - ジュリアス・ローゼンバーグ（1918年 - 1953年）
- レッド・アワーバック（1917年 - 2006年）
- ジャッキー・ロビンソン（1919年 - 1972年）
- ボブ・レモン（1920年 - 2000年）
- スタン・ミュージアル（1920年 - 2013年）
- レッド・ショーエンディーンスト（1923年 - 2018年）
- ヨギ・ベラ（1925年 - 2015年）
- ビル・シャーマン（1926年 - 2013年）
- ミッキー・マントル（1931年 - 1995年）

### ソ連と東ヨーロッパ
- ボリス・パステルナーク（1890年 - 1960年）
- イリヤ・エレンブルグ（1891年 - 1967年）
- ニキータ・フルシチョフ（1894年 - 1971年）
- ニコライ・ブルガーニン（1895年 - 1975年）
- ナジ・イムレ（1896年 - 1958年）
- ゲオルギー・マレンコフ（1902年 - 1988年）
- セルゲイ・コロリョフ（1907年 – 1966年）
- アンジェイ・ワイダ（1926年 - 2016年）

### ラテンアメリカ
- フルヘンシオ・バティスタ（1901年 - 1973年）
- オクタビオ・パス（1914年 - 1998年）
- フィデル・カストロ（1926年 - 2016年）

### サハラ以南のアフリカ
- クワメ・エンクルマ（1909年 - 1972年）
- エイモス・チュツオーラ（1920年 - 1997年）
- セク・トゥーレ（1922年 - 1984年）

### 西アジアと北アフリカ
- モハンマド・モサッデク（1882年 - 1967年）
- ムハンマド・ナギーブ（1901年 - 1984年）
- ガマール・アブドゥル・ナーセル（1918年 - 1970年）

### 南アジア
- メヘル・バーバー（1894年 - 1969年）
- ラヴィ・シャンカル（1920年 - 2012年）
- サタジット・レイ（1921年 - 1992年）

### 東南アジア

#### 政治
- カルロス・ガルシア（1896年 - 1971年）
- ゴ・ディン・ジエム（1901年 - 1963年）
- トゥンク・アブドゥル・ラーマン（1903年 - 1990年）
- ラモン・マグサイサイ（1907年 - 1957年）
- ヴォー・グエン・ザップ（1911年 - 2013年）

#### 映画とエンターテイナー
- P・ラムリー（1929年 - 1973年）

### 中国
- 毛沢東（1893年 - 1976年）
- 彭徳懐（1898年 - 1974年）
- 劉少奇（1898年 - 1969年）
- 胡風（1902年 - 1985年）
- 彭真（1902年 - 1997年）
- 鄧小平（1904年 - 1997年）
- 高崗（1905年 - 1954年）
- 陸定一（1906年 - 1996年）
- 羅瑞卿（1906年 - 1978年）
- 陳夢家（1911年 - 1966年）
- 胡喬木（1912年 - 1992年）
- ダライ・ラマ14世（1935年 - ）

### 台湾
- 蔣介石（1887年 - 1975年）
- 李宗仁（1890年 - 1969年）
- 胡宗南（1896年 - 1962年）
- 陳誠（1897年 - 1965年）

### 韓国
- 李承晩（1879年 - 1965年）
- 張勉（1899年 - 1966年）